# Francesco Volpe
Francesco Volpe (Napoli, 3 marzo 1986) è un allenatore di calcio ed ex calciatore italiano, di ruolo attaccante, tecnico in seconda della Sarmatese.

## Caratteristiche tecniche
Attaccante esterno, Volpe ha giocato anche come seconda punta, esterno di centrocampo, trequartista e prima punta.

## Carriera

### Club
Dopo gli esordi con formazioni dilettantistiche campane, la Polisportiva Europa di Cercola e la Damiano Promotion di Varcaturo, nel 2000 passò alle giovanili del Genoa, con cui debuttò in prima squadra nella stagione 2002-2003.
Nell'estate del 2004 si trasferì alla Juventus in comproprietà al pari di Domenico Criscito. Nel giugno del 2005 la società bianconera riscattò dal Genoa la seconda metà del suo cartellino per 250 000 euro. Nelle due stagioni in Piemonte vinse un torneo di Viareggio e un campionato Primavera.
Nell'estate del 2006 fu ceduto in prestito con diritto di riscatto della comproprietà al Ravenna: in gaillorosso collezionò 28 presenze e 4 reti, contribuendo alla vittoria del campionato di serie C1.
Al termine della stagione, il Livorno acquistò la comproprietà del cartellino per 1 milione di euro dalla Juventus, che contestualmente rilevò la seconda metà appena riscattata dalla società romagnola.
In  maglia amaranto, esordì in Serie A il 25 agosto 2007 nella partita contro la Juventus persa per 5-1. Frenato da diversi infortuni alla schiena patiti nel corso dell'annata, disputò un'unica ulteriore gara stagionale, scendendo in campo nella sconfitta casalinga per 3-0 contro la Fiorentina del 30 settembre. A seguito della retrocessione del Livorno, disputò in Toscana il successivo campionato di Serie B con all'attivo 24 presenze complessive.
Il 10 luglio 2009 si trasferì con la formula del prestito alla Triestina: con i giuliani disputò 23 gare, segnando due gol.
Nell'estate successiva rientrò al Livorno, totalizzando 7 presenze nella prima metà di stagione in cadetteria per poi trasferirsi, nel gennaio del 2011, in prestito alla SPAL, in Prima Divisione, giocando 12 partite ed andando a segno tre volte.
Rientrato ancora al Livorno, fu ceduto in comproprietà al Piacenza, squadra con cui esordì il 4 settembre 2011 nella vittoria per 2 a1 contro il Südtirol. Segnò il suo primo gol con la maglia biancorossa il 7 marzo 2012 nella vittoria esterna contro la Virtus Lanciano.
Concluse la stagione con 27 apparizioni e 2 reti in campionato, oltre a due presenze nei play-out che sancirono la retrocessione del Piacenza in Seconda Divisione. A fine stagione, a causa del fallimento del club emiliano, rimase svincolato. Il 21 settembre successivo, tuttavia, fu ingaggiato dalla Lupa Piacenza, società militante nel campionato di Eccellenza, nata dalle ceneri della fallita società preesistente. Debuttò in campionato il 30 settembre successivo, subentrando nel secondo tempo della sfida casalinga pareggiata per 1-1 contro la Fidentina, mentre realizzò il suo primo gol il 14 ottobre nella vittoria per 1-0 contro il Fiorenzuola. Con il club emiliano ottenne la promozione in Serie D e disputò ulteriori due stagioni tra i dilettanti, giocando 70 gare complessive e realizzando 18 gol.
Nell'estate del 2015, non riconfermato dalla dirigenza piacentina, si accordò con il Fiorenzuola, militante in Serie D. Esordì con i rossoneri il 6 settembre nella vittoria casalinga per 2-1 contro la Grumellese e segnò la sua prima rete il 25 ottobre nella sfida pareggiata per 2-2 contro l'Inveruno. Dopo aver totalizzato 16 presenze e 2 reti, nel dicembre del 2015 chiese ed ottenne la rescissione del contratto e si trasferì al Crema, debuttando con i bianconeri il 20 dicembre contro l'Oggiono. Chiuse la stagione, nella quale il Crema fu eliminato in semifinale playoff dal Cavenago Fanfulla, con 9 presenze e una rete, realizzata il 3 aprile nella vittoria esterna per 7-0 sul campo del Real Milano.
Il 21 giugno 2016 firmò per il Nibbiano & Valtidone, squadra neo promossa in Eccellenza. Debuttò con la nuova maglia, segnando anche il primo gol, il 28 agosto nella vittoria per 3 a 1 contro il Gotico Garibaldina, gara valevole per la prima giornata del girone A del primo turno della fase regionale della Coppa Italia Dilettanti. Terminò l'annata con 5 reti in 23 presenze in campionato, andando anche una volta a segno nelle 2 partite disputate in Coppa. 
A fine stagione si trasferì al Gotico Garibaldina, squadra piacentina appena retrocessa in Promozione, con la quale disputò due campionati. Esordì il 30 agosto nel pareggio per 1-1 contro il Fontana Audax nel primo turno di Coppa Italia. Il 3 dicembre segnò le sue prime reti, siglando una tripletta nel 3 a 1 contro la Langhiranese.
Nell'estate del 2019, scaduto il contratto, si trasferì alla Sarmatese, in Seconda Categoria. Esordì il 1º settembre nella vittoria per 7-0 in Coppa Emilia di 2ª Categoria contro il San Filippo Neri, nella quale mise anche a segno una rete. Nel corso della stagione, terminata anzitempo a causa della pandemia di COVID-19 e culminata con la vittoria del campionato, totalizzò 6 reti in 16 presenze. Nell'annata seguente, interrotta in anticipo come la precedente a causa della pandemia, giocò appena due partite, condite da una rete in Coppa Emilia. Riconfermato in rosa per le due stagioni successive, svolse il doppio ruolo di giocatore e vice allenatore, vincendo nel 2022-2023 il campionato di Prima Categoria.
Nell'estate del 2023 annunciò il ritiro dal calcio giocato, restando nella squadra piacentina come allenatore in seconda. 

### Nazionale
Francesco Volpe vanta 4 partite e una rete con la nazionale Under-18 tra il 2003 e il 2004 e 7 partite e 2 reti con l'Under-19 tra il 2004 e il 2005.

## Statistiche

### Presenze e reti nei club
Statistiche aggiornate al 1º febbraio 2023.
| Stagione                  | Squadra                   | Campionato                | Campionato | Campionato | Coppe nazionali | Coppe nazionali | Coppe nazionali | Coppe continentali | Coppe continentali | Coppe continentali | Altre coppe | Altre coppe | Altre coppe | Totale | Totale |
| Stagione                  | Squadra                   | Comp                      | Pres       | Reti       | Comp            | Pres            | Reti            | Comp               | Pres               | Reti               | Comp        | Pres        | Reti        | Pres   | Reti   |
| ------------------------- | ------------------------- | ------------------------- | ---------- | ---------- | --------------- | --------------- | --------------- | ------------------ | ------------------ | ------------------ | ----------- | ----------- | ----------- | ------ | ------ |
| 2002-2003                 | Genoa                     | B                         | 2          | 0          | CI              | 0               | 0               | -                  | -                  | -                  | -           | -           | -           | 2      | 0      |
| 2003-2004                 | Genoa                     | B                         | 0          | 0          | CI              | 0               | 0               | -                  | -                  | -                  | -           | -           | -           | 0      | 0      |
| Totale Genoa              | Totale Genoa              | Totale Genoa              | 2          | 0          |                 | 0               | 0               |                    | -                  | -                  |             | -           | -           | 2      | 0      |
| 2004-2005                 | Juventus                  | A                         | 0          | 0          | CI              | 0               | 0               | UCL                | 0                  | 0                  | -           | -           | -           | 0      | 0      |
| 2005-2006                 | Juventus                  | A                         | 0          | 0          | CI              | 0               | 0               | UCL                | 0                  | 0                  | SI          | 0           | 0           | 0      | 0      |
| Totale Juventus           | Totale Juventus           | Totale Juventus           | 0          | 0          |                 | 0               | 0               |                    | 0                  | 0                  |             | 0           | 0           | 0      | 0      |
| 2006-2007                 | Ravenna                   | C1                        | 28         | 4          | CIC             | 4               | 2               | -                  | -                  | -                  | SL C1       | 1           | 0           | 33     | 6      |
| 2007-2008                 | Livorno                   | A                         | 2          | 0          | CI              | 0               | 0               | -                  | -                  | -                  | -           | -           | -           | 2      | 0      |
| 2008-2009                 | Livorno                   | B                         | 23+1       | 0          | CI              | 0               | 0               | -                  | -                  | -                  | -           | -           | -           | 24     | 0      |
| 2009-2010                 | Triestina                 | B                         | 22+1       | 2          | CI              | 0               | 0               | -                  | -                  | -                  | -           | -           | -           | 23     | 2      |
| 2010-gen. 2011            | Livorno                   | B                         | 8          | 0          | CI              | 0               | 0               | -                  | -                  | -                  | -           | -           | -           | 8      | 0      |
| Totale Livorno            | Totale Livorno            | Totale Livorno            | 31+1       | 0          |                 | 0               | 0               |                    | -                  | -                  |             | -           | -           | 32     | 0      |
| gen.-giu. 2011            | SPAL                      | PD                        | 12         | 3          | CI LP           | 0               | 0               | -                  | -                  | -                  | -           | -           | -           | 12     | 3      |
| 2011-2012                 | Piacenza                  | PD                        | 27+2       | 2          | CI+CI LP        | 0+1             | 0               | -                  | -                  | -                  | -           | -           | -           | 30     | 2      |
| set. 2012-2013            | Lupa Piacenza             | Ecc                       | 22         | 3          | -               | -               | -               | -                  | -                  | -                  | -           | -           | -           | 22     | 3      |
| 2013-2014                 | Piacenza                  | D                         | 32+1       | 8          | CID             | 2               | 1               | -                  | -                  | -                  | -           | -           | -           | 35     | 9      |
| 2014-2015                 | Piacenza                  | D                         | 31+2       | 8          | CID             | 2               | 1               | -                  | -                  | -                  | -           | -           | -           | 35     | 9      |
| Totale Piacenza           | Totale Piacenza           | Totale Piacenza           | 112+5      | 21         |                 | 5               | 2               |                    |                    |                    |             |             |             | 122    | 23     |
| lug.-dic. 2015            | Fiorenzuola               | D                         | 16         | 2          | CID             | 0               | 0               | -                  | -                  | -                  | -           | -           | -           | 16     | 2      |
| dic. 2015-2016            | Crema                     | Ecc                       | 9          | 1          | -               | -               | -               | -                  | -                  | -                  | -           | -           | -           | 9      | 1      |
| 2016-2017                 | Nibbiano e Valtidone      | Ecc                       | 23         | 5          | CI Dil. E-R     | 2               | 1               | -                  | -                  | -                  | -           | -           | -           | 25     | 6      |
| 2017-2018                 | Gotico Garibaldina        | Prom                      | 26+        | 8          | CI Prom. E-R    | 1               | 0               | -                  | -                  | -                  | -           | -           | -           | 27+    | 8      |
| 2018-2019                 | Gotico Garibaldina        | Prom                      | 25+        | 2          | CI Prom. E-R    | 1               | 0               | -                  | -                  | -                  | -           | -           | -           | 26+    | 2      |
| Totale Gotico Garibaldina | Totale Gotico Garibaldina | Totale Gotico Garibaldina | 51+        | 10         |                 | 2               | 0               |                    |                    |                    |             |             |             | 53+    | 10     |
| 2019-2020                 | Sarmatese                 | 2C                        | 12         | 4          | CE              | 4               | 2               | -                  | -                  | -                  | -           | -           | -           | 16     | 6      |
| 2020-2021                 | Sarmatese                 | 1C                        | 1          | 0          | CE              | 1               | 1               | -                  | -                  | -                  | -           | -           | -           | 2      | 1      |
| 2021-2022                 | Sarmatese                 | 1C                        | 14         | 1          | CE              | 0               | 0               | -                  | -                  | -                  | -           | -           | -           | 14     | 1      |
| 2022-2023                 | Sarmatese                 | 1C                        | 5          | 1          | CE              | 1               | 0               | -                  | -                  | -                  | -           | -           | -           | 6      | 1      |
| Totale Sarmatese          | Totale Sarmatese          | Totale Sarmatese          | 32         | 6          |                 | 6               | 3               |                    |                    |                    |             |             |             | 38     | 9      |
| Totale carriera           | Totale carriera           | Totale carriera           | 340+7+     | 54         |                 | 19              | 8               |                    | -                  | -                  |             | 1           | 0           | 367+   | 62     |

## Palmarès

### Competizioni giovanili
- Campionato Primavera: 1

Juventus: 2005-2006
- Torneo di Viareggio: 1

Juventus: 2005
- Supercoppa Primavera: 1

Juventus: 2006

### Competizioni provinciali
- Seconda Categoria: 1

Sarmatese: 2019-2020

### Competizioni regionali
- Campionato di Eccellenza: 1

Lupa Piacenza: 2012-2013
- Prima Categoria: 1

Sarmatese: 2022-2023

### Competizioni nazionali
- Campionato italiano Serie C1: 1

Ravenna: 2006-2007